# Winneba
Winneba è una città del Ghana, situata nella Regione Centrale.